# 우니베르시테테트역
우니베르시테테트역은 1930년에 개통한 스웨덴의 철도역이다.

## 역 주변
- 스톡홀름 대학교